# Madonna del palazzo della Ragione
La Madonna del palazzo della Ragione è un affresco staccato (240x135 cm) di Bramantino, databile al 1509-1510 circa e conservato nella Pinacoteca di Brera a Milano.

## Storia
L'affresco si trovava sulla facciata del palazzo della Ragione in piazza dei Mercanti a Milano. Un'indicazione del Lomazzo fece a lungo attribuire l'opera al Bramante e con tale riferimento la madonna giunse, staccata, in galleria nel 1808, prima di essere riferita unanimemente al Bramantino.

## Descrizione e stile
La Madonna col Bambino è raffigurata su un seggio marmoreo appena visibile, come affacciata da un loggiato. È affiancata da due angeli, uno dei quali tiene in mano una tabella con la scritta "SOLI DEO".
Particolari dell'architettura dimostrano che l'artista studiò una visione ottimizzata dal basso, pur senza applicarla alle figure, ottenendo, in maniera volontaria o meno, un effetto irreale e sospeso. Importanti appaiono gli studi sulla luce, legati a quelli di Leonardo al Cenacolo di Santa Maria delle Grazie. Le gambe di Maria sono infatti investite da una luce da destra, che proietta anche l'ombra dello zoccolo marmoreo e lascia in ombra l'angelo a destra.
Lo sfondo è un cielo azzurro velato da nubi.